# Борис Разински
Борис Давидович Разински (на руски: Борис Давидович Разинский) е бивш съветски футболист от еврейски произход. Играл е като вратар и централен нападател. Олимпийски шампион в състава на СССР на олимпиадата в Мелбърн.

## Кариера
Започва кариерата си като нападател в ЦДСА Москва през 1952, но в края на годината отборът е разформирован поради провала на олимпийските игри в Хелзинки. Изиграва няколко мача за МВО, където преминават някои от футболистите на „отбора на лейтенантите“. Там изиграва 3 мача, преди да премине в Спартак Москва, където се преквалифицира като вратар. През 1954 се връща във възстановения тим на ЦДСА и става основен вратар. Играта му се отличава с атрактивност, но Борис се затруднява при далечните удари поради влошено зрение. През 1956 е част от олимпийския тим на СССР, който печели златните медали в Мелбърн. На турнира Разинский изиграва 1 мач. Той остава титуляр на вратата на ЦДСА до 1961, когато отборът вече се казва ЦСКА. В средата на същата година се завръща в Спартак, но записва само 4 мача. След това пази един сезон за Динамо Киев. На следващия сезон преминава в Черноморец Одеса, където в някои мачове играе като нападател и вкарва 3 попадения. Завършва кариерата си през 1964, след което е треньор на отборът на Южните съветски войски в Унгария. През 1966 се завръща във футбола с екипа на СКА Одеса, а по-късно е играещ треньор и голмайстор на Металург Липецк. Разинский сменя още няколко клуба и играе до 40-годишна възраст.
След края на кариерата си е помощник-треньор в ЦСКА Москва, Даугава (Рига), корейският Сувон Блу Уингс, Черноморец Новороссийск, ФК Химки и Волгар (Астрахан). През 90-те години е началник на ветеранския отбор на Спартак Москва.